# Pulicaria volkonskyana
Pulicaria volkonskyana là một loài thực vật có hoa trong họ Cúc. Loài này được Maire miêu tả khoa học đầu tiên năm 1940.